# TSV Germania Chemnitz 08
TSV Germania Chemnitz 08 is een Duitse sportclub uit de stad Chemnitz, in de deelstaat Saksen. De club ontstond in 2008 na een fusie tussen SV Germania Chemnitz en TSV 1950 Chemnitz. De club is actief in voetbal, tafeltennis, kegelen, gymnastiek, wandelen en hengelen. De thuiswedstrijden worden gespeeld in het Sportgelände an der Annaberger Straße dat voorheen ook thuishaven was van SC National Chemnitz.

## Geschiedenis
Na de Tweede Wereldoorlog werden alle Duitse clubs ontbonden. In Chemnitz was een grote traditie met vele clubs die nu allemaal verdwenen. In de plaats kwamen enkele nieuwe clubs, SG's (sportgemeinschaften) die in 1948 het BSG-statuut aannamen. SG Stahl Süd dat ook onder de naam Blau-Weiß Altchemnitz gespeeld had werd nu BSG Motor Germania. De club had vele afdelingen waarvan de voetbalsectie, de bekendste was. De naam van de stad Chemnitz was in deze tijd Karl-Marx-Stadt. Na de Duitse hereniging werd de BSG ontbonden en op 8 augustus 1990 werd de naam gewijzigd in SV Germania Chemnitz, die op het kegelen na alle sportafdelingen van de BSG verder beoefende.

### Voetbal
Motor Germania ging vanaf 1952 in de Bezirksliga Karl-Marx-Stadt spelen, dat de derde klasse was en vanaf 1955 de vierde klasse. De club eindigde meestal in de bovenste tabelhelft tot in 1963 een degradatie volgde. Door de opheffing van de II. DDR-Liga bleef de club echter op het vierde niveau spelen. In 1967 promoveerde de club weer naar de Bezirksliga en in 1973 naar de DDR-Liga, waar twee seizoenen gespeeld werd. Er volgde zelfs een tweede degradatie op rij en op één seizoen na speelde de club verder in de Bezirksklasse tot het einde van de DDR. In 2008 fuseerde de club met TSV 1950, daar was de voorganger BSG Motor Spinnbau dat altijd op laag niveau speelde.